# Easy Elsie

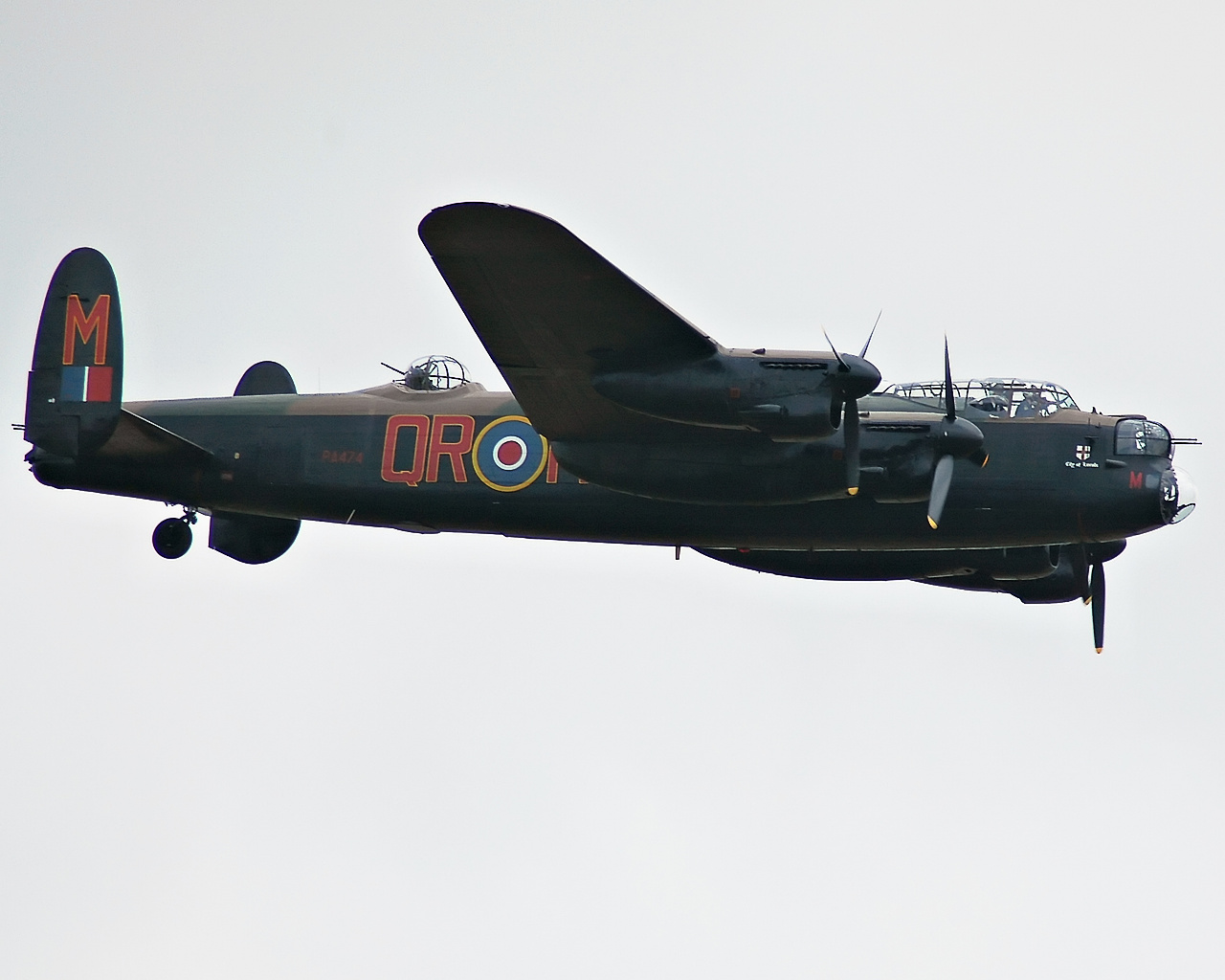
En Avro Lancaster B I

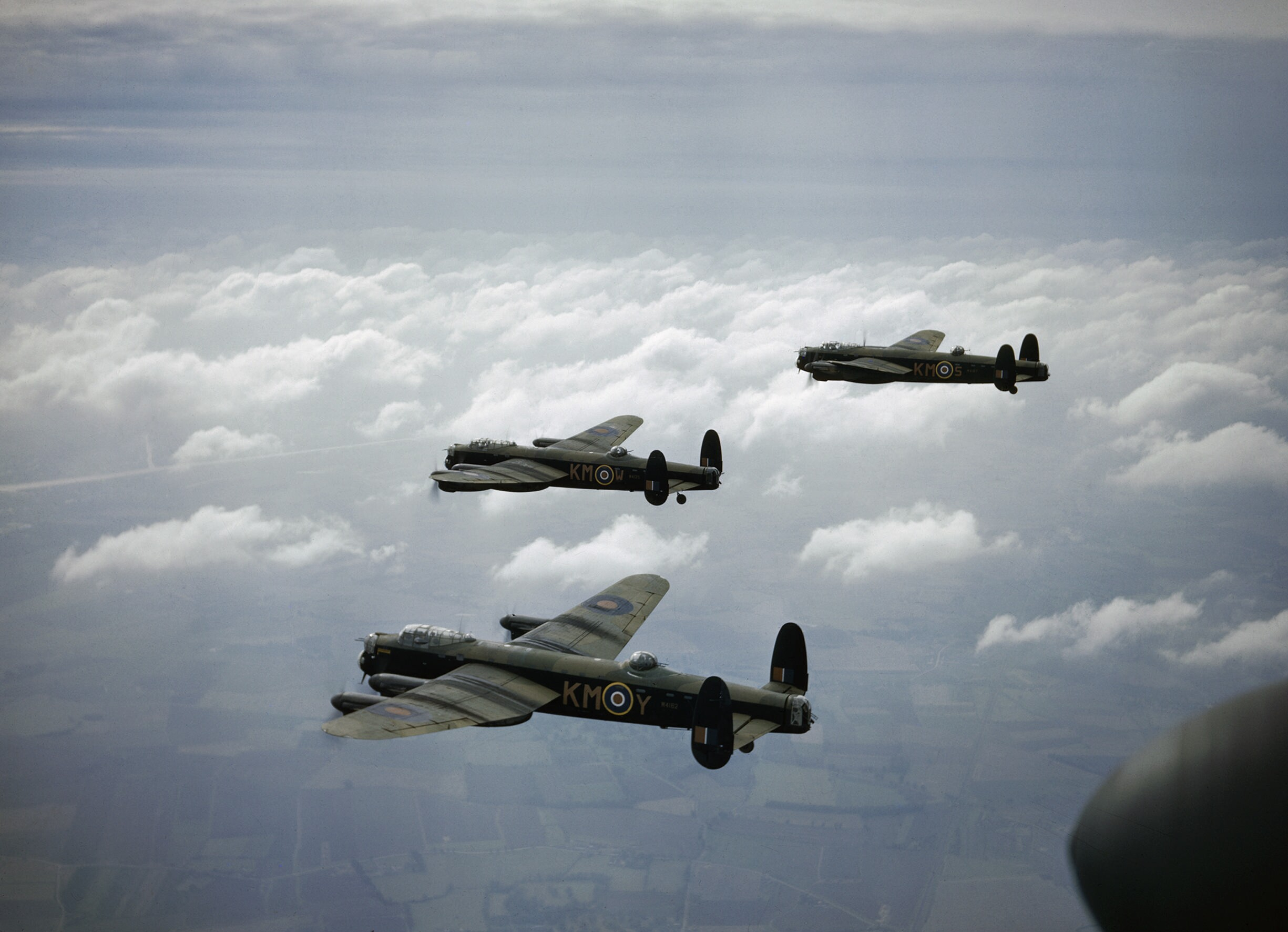
Bombflygplan i formation, 1942

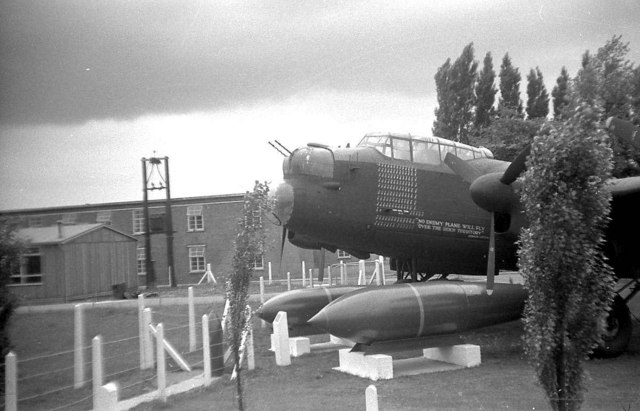
Tallboy-bomber vid en Lancaster

Easy Elsie är ett brittiskt bombflygplan av typ Avro Lancaster Mark I, som efter att ha blivit skadat av luftvärnseld över Nordnorge den 29 oktober 1944 flög till Sverige och nödlandade på en myr i närheten av Porjus i Lappland. Flygplansvraket ligger kvar på landningsplatsen.

## Flygplanet
Flygplanet med fabriksnummer NF-920 tillverkades av Austin Motor Company i Longbridge, Birmingham i Midlands i Storbritannien och lämnade fabriken den 12 augusti 1944 för leverans till Royal Air Forces Bomber Command för placering vid No. 617 Squadron i Lossiemouth i Moray kommun i Skottland. Där fick det beteckningen KC-E och döptes av sin besättning till Easy Elsie.
Flygplanet hade vid haveriet en besättning på sex personer: en pilot, en flygtekniker,  en navigatör, en radiooperatör, en bombare och en skytt i kulsprutetornet i flygplansstjärten. Vid det aktuella uppdraget över Tromsøfjorden användes en 5,4 ton tung Tallboy-bomb per flygplan. På grund av del långa beräknade flygsträckan, 3 624 kilometer, var flygplanet modifierat, så att kulsprutetornet på flygplanets ovansida var borttaget och två extra bränsletankar på 1 145 liter vardera installerade.

## Operation Obviate
Easy Elsie var ett av de brittiska bombflyglan i en eskader från två bomdskvadroner, som genomförde det andra försöket att sänka det ankrade tyska slagskeppet Tirpitz i Nordnorge med flygbombning med tunga bombflygplan. Tirpitz låg vid detta tillfälle utanför Håkøya nära Tromsø, där hon var ankrad på omkring 15 meters djup, efter att blivit bombskadad i Altafjorden i Finnmark fylke den 15 september 1944. En eskader av 27 brittiska Lancasters hade då anfallit från en framskjuten bas på flygplatsen i Jagodnik, på en ö i floden Norra Dvina söder om Archangelsk i Sovjetunionen. Easy Elise hade också deltagit i detta anfall, vilket var flygplanets första bombflygning.
Sammanlagt 37 bombflygplan från skvadronerna nummer 6 och nummer 617, utan jaktplanseskort, startade klockan 01:00 lokal tid från Lossiemouth. De flög i formation in över Norge och fortsatte över fjällkedjan in över Sverige vid Tärna och flög sedan norrut över Suorva-dammen, där de siktades klockan 07:55, och Abisko, för att observeras av en svensk militär observationsstation vid Sveriges nordligaste bosättning i Kummavuopio klockan 08:55. 
Vädret var klart, men strax innan flygplanen anlände till Tromsøfjorden sveptes denna in i en lågt liggande tät molnbank. Flygplanet släppte sin Tallboy-bomb i blindo, vilken liksom övriga missade målet. Vid ett ytterligare flyganfall några veckor senare, den 12 november 1944, träffades Tirpitz emellertid och slagskeppet slog runt och blev ohjälpligt skadat.
Easy Elsie träffades av granatsplitter från luftvärn vid anfallet, vilket omedelbart ledde till att en av flygplanets fyra motorer slogs ut tillsammans med vissa hydraulikfunktioner och radioutrustningen skadades. Före återfärden träffades Easy Elsie en gång till, vilket åstadkom att en andra motor stannade och att flygplanet tappade bränsle. Bombluckor och landningsställ fälldes ut, fastnade i utfällt läge vilket åstadkom besvärande luftmotstånd. Piloten Daniel Carey (död 1979) från Australien beslöt då att flyga till Sverige för att nödlanda. Easy Elsie var det enda bombplanet av 37 som förlorades vid anfallet.

## Nödlandningen

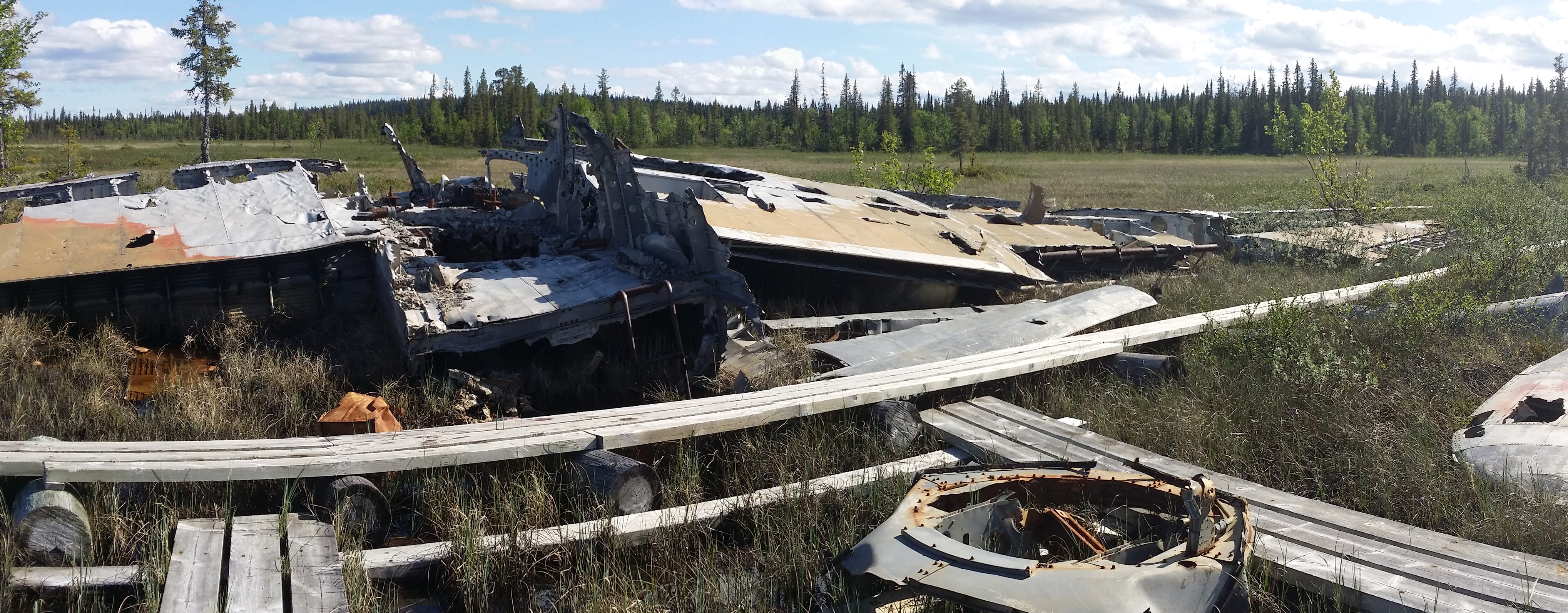
Easy Elsie i myren Käimutjegge 2015

Flygplanet hade med trasig navigationsutrustning svårt att orientera sig, men hamnade över Porjus, där det cirkulerade ett par varv över samhället. Utanför samhället över Stora Lulevatten kastades beväpning och annan lös utrustning ut för att lätta flygplanet innan det landade den 29 oktober 1944 klockan 11:50 med så gott som inget bränsle kvar på myren Käimutjegge, 7 km nordväst om Porjus. Planet landade med utfällda bombluckor och utfällda landningsställ. 
Vid landningen studsade flygplanet 75 meter och kanade 175 meter innan flygplanets landningsställ gick ner i myren. Flygplanet tvärstannade och ställde sig först på nosen, för att sedan falla tillbaka på buken. Med sina tomma bränsletankar fattade det inte eld. Piloten skadade ett knä vid landningen, men övriga var relativt oskadda. 
Efter landningen förstörde besättningen flygplanet och tände eld på det med resterna av bränslet. Vraket brändes ut från förarkabin till lastrum, men sedan slocknade elden.

## Efter nödlandningen
Hemvärnsmän, och senare armésoldater kom efter ett kort tag till vrakplatsen. Piloten Carey bars på bår till Luspebryggan vid Stora Lulevatten, togs med båt över dammen och sedan med ambulans till sjukstugan i Jokkmokk. Den övriga besättningen togs till Stockholm efter ett kort period i Korsnäs interneringsläger. Besättningen sändes redan i början av november 1944 tillbaka till Storbritannien.
Vraket togs hand om av Norrbottens flygbaskår i Luleå. Motorerna bärgades och radioutrustning med mera skickades till militärmyndigheter i Stockholm. År 1985 tog Flygvapenmuseum det oförstörda stjärtpartiet till Linköping, men fraktade det tillbaka till haveriplatsen 1993. Föreningen Porjus Arkivkommitté har lagt ut spänger över myren från Ålloluoktavägen till vraket.
Den siste ur besättningen som besökt vraket var den brittiske navigatören Alex McKie (1925 eller 1926 - 2008) den 26 juni 2002, den enda i besättningen från Storbritannien, Kanada och Australien som då var i livet.